# 모기 기요
모기 기요(일본어: 茂木 清夫 もぎ きよお[*], 1929년 12월 28일 ~ 2021년 6월 6일)는 일본의 지진학자이자 화산학자이다. 1929년 일본 야마가타현 야치정 미나미마치(현 가호쿠정)에서 태어났다. 일본의 지진 예측 이론의 선구자이자 일본 지진예지연락회의 회장도 역임했다.

## 연구
1969년 당시 일본 도카이도 지역인 엔슈나다에서 처음으로 규모 M8급 이상의 도카이 지진이 일어날 가능성을 지적하였다. 안세이 도카이 지진의 고문서에서 스루가만 안쪽에서 진도7급의 흔들림이 있었다는 추정에서 엔슈나다가 진원일 것이라 추측해버린 한계가 있었으나 이전 기록을 통해 처음으로 도카이 지진에 대해 경고한 교수이다.
또한 "모기 도넛 가설"이란 지진 가설을 처음으로 제창하여, 지진이 자주 일어나는 지역에 둘러싸여 있는 비정상적으로 지진 활동이 적은 지역인 지진공백역에서 강한 지진이 일어나는 경향이 있다고 주장하였다. "모기 도넛"은 이러한 강진 발생 경향을 설명하는 여러 패턴 중 하나이다.
지진학 이외에도 화산에 대한 연구도 진행햐여 1958년 모기 교수는 1955년 야마카와 교수가 연구한 수학 공식을 통해 마그마굄의 압력 변화로 유도되는 화산 변화를 모델링하는 데 사용할 수 있음을 밝혀냈다. 이를 '모기 모델'로 발전시켜 화산 연구를 최초로 정량적으로 해석하여 이용한 사람이 되었다.